# Mi chiamo Giulia Ross
Mi chiamo Giulia Ross (My Name Is Julia Ross) è un film del 1945 diretto da Joseph H. Lewis che ha come interprete principale Nina Foch, qui al suo primo ruolo da protagonista.
La sceneggiatura si basa sul romanzo The Woman in Red di Anthony Gilbert, pubblicato a Londra nel 1941 che sarebbe stato poi adattato nuovamente per lo schermo nel 1987 dalla Metro-Goldwyn-Mayer con il film Omicidio allo specchio.
Il film, "piccolo gioiello del noir più fantastico", è annoverato tra le opere meglio riuscite di Lewis, maestro del cinema a basso costo.

## Trama
A Londra in una serata piovosa la giovane Giulia Ross, di ritorno da una giornata trascorsa in cerca di un lavoro, rientra nella sua abitazione, una camera ammobiliata in un modesto fabbricato. Nell'androne Giulia incontra la donna delle pulizie che le dice di avere posta per lei. Si tratta di una comunicazione di Dennis, suo ex vicino di stanza, che le annuncia il suo matrimonio. Dennis, già fidanzato con un'altra donna, non le aveva comunque mai nascosto la simpatia e l'attrazione che aveva nei suoi confronti.
Il giorno dopo Giulia, morosa con la proprietaria dell'abitazione e quindi alla disperata ricerca di un lavoro, viene convocata presso un ufficio di collocamento dove la responsabile, la signora Sparkes, appreso che la ragazza non ha parenti stretti né fidanzati, le offre un lavoro di segretaria presso la dimora londinese della benestante famiglia Hughes, dicendole che deve però prendere servizio la sera stessa.
Giulia viene quindi presentata alla famiglia Hughes, composta dalla vecchia zuccherosa ma perfida signora Hughes, vedova, e dal figlio Ralph, rampollo squilibrato e psicopatico. La ragazza viene accolta con grande ammirazione e simpatia e le viene offerta nella casa una confortevole stanza in cui potrà abitare, ma in realtà si sta tramando orribilmente contro di essa per farle assumere l'identità di Marion, la moglie scomparsa di Ralph, in verità uccisa a coltellate da questi, con l'intento di farla poi suicidare e salvare così le apparenze e l'onore della famiglia.
Tornata nella sua abitazione per raccogliere le sue cose e trasferirsi dagli Hughes, Giulia incontra con sorpresa Dennis, il quale ha ripreso la sua vecchia stanza e sta risistemando le sue cose. Il giovane le confida come il suo matrimonio sia andato a monte dichiarandole il suo amore e invitandola a cena la sera stessa. Giulia, seppure a malincuore, non può accettare dovendosi recare dagli Hughes, ma i due si danno appuntamento per il giorno dopo.
Prima di andare via, Giulia, non trovando la padrona di casa, lascia alla donna delle pulizie il denaro del suo affitto e l'indirizzo della casa degli Hughes da consegnare a Dennis, il quale nel frattempo è uscito e non è ancora rientrato nella sua stanza.
La sera alla ragazza viene somministrato dagli Hughes un sonnifero, Giulia si sveglierà due giorni dopo in una lussuosa stanza della sfarzosa e isolata tenuta degli Hughes in Cornovaglia, tutte le sue cose sono scomparse e nella stanza vi sono solo abiti ed effetti con le iniziali di Marion. Alla giovane, frastornata e sconvolta, viene detto che lei è davvero Marion, la moglie di Ralph e così la conosce il personale della dimora a cui è stato riferito che la donna ha subito un grave esaurimento nervoso con perdita della memoria.
Disperata, Giulia vive rinchiusa nella sua stanza tentando invano più volte la fuga o di mettersi in contatto con Dennis, il quale nel frattempo, preoccupato perché la giovane non si è presentata all'appuntamento convenuto, si è recato presso la casa degli Hughes a Londra e l'ufficio di collocamento Sparkes, dove non vi è però più nessuno. Dennis non si dà quindi pace, non trovando più la ragazza e non sapendo dove sia andata a finire.
Alla fine Giulia riesce a spedire con uno stratagemma una lettera a Dennis e intanto, scoperto un passaggio segreto nella sua stanza, apprende di nascosto che è venuto il momento in cui gli Hughes hanno deciso di ucciderla, simulando un suicidio. La giovane angosciata finge un avvelenamento sperando che si chiami un dottore a cui chiedere aiuto, ma la perfida signora Hughes, sospettando qualcosa, chiama in sua vece un fido servitore in veste di dottore, a cui Giulia ignara, rivela che l'avvelenamento è falso e il segreto della lettera inviata al suo amante.
Il falso dottore viene prontamente inviato a Londra per intercettare la lettera, ma la cameriera di Giulia, all'insaputa della signora Hughes, aveva chiamato l'ospedale e quando il vero medico si presenta, Giulia chiusasi nella sua stanza, pensando che anche questo sia un falso, si rifiuta di vederlo. Il medico raccomanda che la ragazza venga trasferita nel suo ospedale immediatamente, ma la signora Hughes lo convince a tornare la mattina successiva.
Nel frattempo il fido servitore degli Hughes è arrivato a Londra e quasi riesce ad appropriarsi della lettera nella portineria dell'abitazione di Dennis, ma la padrona dello stabile lo vede e gridando lo fa arrestare. La lettera sarà così consegnata al giovane che allerterà la polizia.
Quella notte, Giulia attraverso il passaggio segreto ascolta Ralph ammettere alla madre di aver ucciso la sua vera moglie in un impeto d'ira e gettato il suo corpo in mare. Madre e figlio non hanno più tempo e devono far sembrare che la giovane si sia suicidata prima che il medico ritorni e possa portarla in ospedale.
A quel punto Giulia tenta l'ultima sua possibilità di salvezza e, riuscendo a scardinare una inferriata che era stata posta alla finestra della sua stanza, urlando, finge di gettarsi sugli scogli sottostanti, ma in realtà vi getta solo il suo abito e poi si nasconde nel passaggio segreto. Gli Hughes accorrono e vedendo l'abito di Giulia sulle rocce sottostanti, credono che la giovane si sia suicidata, ma intanto giunge il medico dell'ospedale, a cui viene data la notizia della morte di Giulia. La signora Hughes intrattiene il medico, in modo che il figlio possa accertarsi della reale morte della ragazza.
Giunto velocemente sugli scogli, Ralph vede Giulia distesa e ancora viva (sono arrivati i poliziotti con Dennis e la giovane è stata fatta adagiare sugli scogli per ingannare Ralph e vedere la sua reazione). Ralph raccoglie allora un sasso e fa per scagliarlo sulla testa di Giulia, ma i poliziotti intervengono ed egli tentando di fuggire viene colpito a morte, mentre la signora Hughes viene arrestata.
Giulia e Dennis possono, finalmente felici, coronare il loro sogno d'amore.

## Produzione
Il film - girato con il titolo di lavorazione The Woman in Red - fu prodotto dalla Columbia Pictures Corporation.